# Misuri
Misuri (en inglés, Missouri) es uno de los cincuenta estados que, junto con Washington D. C., forman los Estados Unidos de América. Su capital es Jefferson City y su ciudad más poblada, Kansas City. Se ubica en la región del Medio Oeste del país, división Centro Noroeste, limitando al norte con Iowa, al este con el río Misisipi que lo separa de Illinois, Kentucky y Tennessee, al sur con Arkansas, al suroeste con Oklahoma, al oeste con Kansas (la parte más septentrional de esta frontera está delimitada por el río Misuri) y al noroeste con el río Misuri que lo separa de Nebraska. Fue admitido en la Unión el 10 de agosto de 1821, como el estado número 24.
El apodo del estado es la Puerta al Oeste, o el Estado Muéstreme (Show-me State), en referencia a una expresión de un representante político del estado. La abreviatura del Servicio Postal de los Estados Unidos para Misuri es MO y la rama principal de la universidad estatal pública está localizada en Columbia. El río Misuri y el Misisipi son los dos ríos principales que fluyen por este estado. Misuri recibe su nombre del nombre dado a los misuris, un grupo de lengua siux que fueron llamados ouemessourita (wimihsoorita 'los que han tallado canoas'), por los miami-illinois (que eran algonquinos). Los buques de guerra USS Missouri fueron nombrados así en honor de este estado. En la cubierta del USS Missouri (BB-63) se firmó la rendición de Japón al finalizar la Segunda Guerra Mundial.

## Historia
Pierre Laclède y su hijastro Auguste Chouteau fundaron San Luis como puesto comercial en 1763; la ciudad propiamente fue establecida el 15 de febrero de 1764. Tras la guerra entre los franceses y los nativos americanos, San Luis pasó a manos españolas ya que, Francia ofreció en el secreto Tratado de Fontainebleau (1762) la soberanía sobre los amplios territorios de la colonia de Luisiana, para ganarse la participación aliada de España en la Guerra de los Siete Años. Dicha cesión se ratificaría en el Tratado de París de 1763, como compensación a España por la pérdida de La Florida.

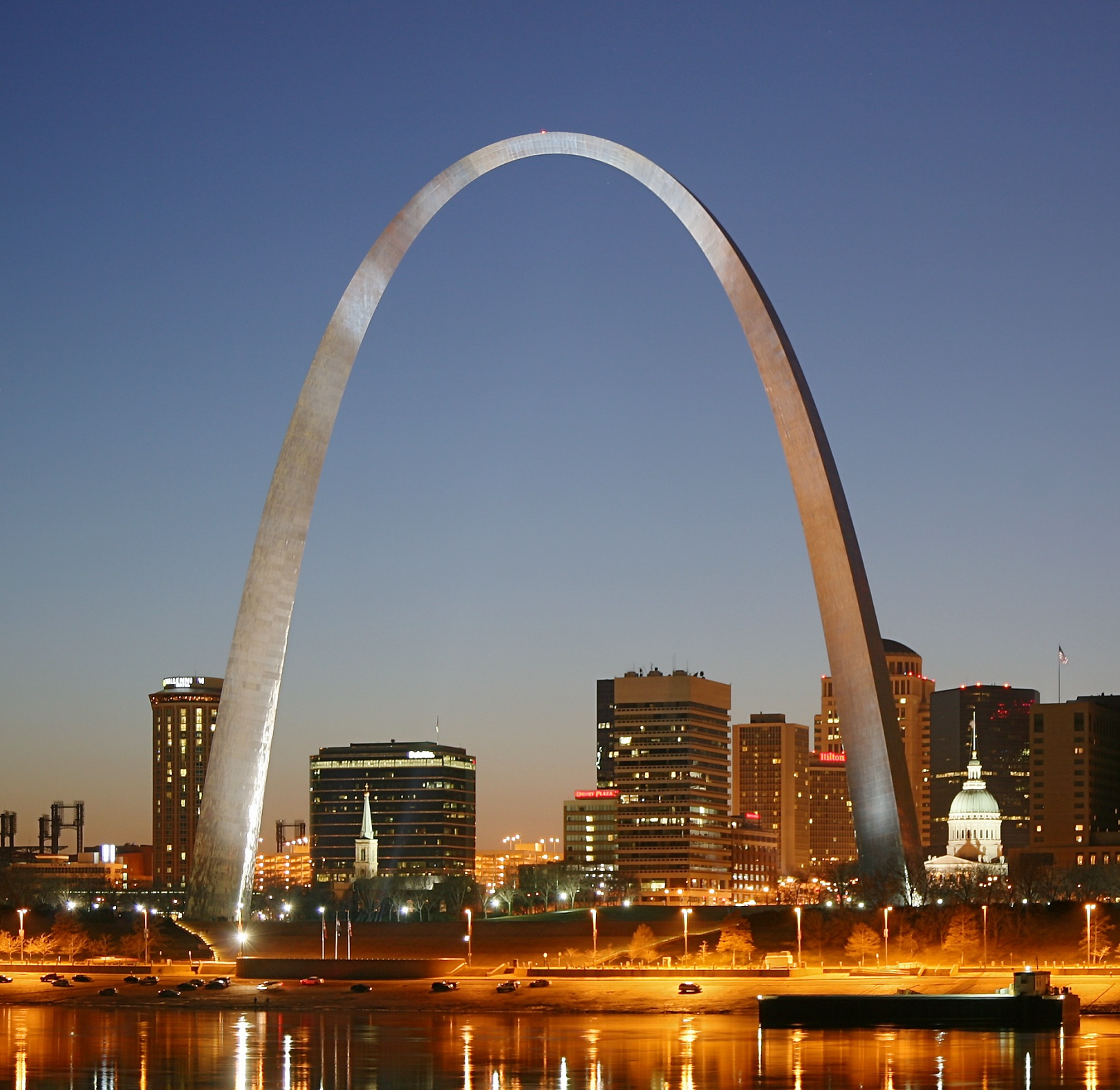
El Arco Gateway, de 192 m de altura, fue inaugurado en 1968 en San Luis.

Más tarde, junto con el resto del territorio de Luisiana (Nueva España), vuelve a Francia por el secreto Tratado de Aranjuez de 1801.
La ciudad fue adquirida a Francia por los Estados Unidos bajo la presidencia de Thomas Jefferson en 1803, como parte de la compra de Luisiana. San Luis más tarde se convirtió en el punto de partida de exploradores del oeste (como la expedición de Meriwether Lewis y William Clark), tramperos (como los llamados «Cien de Ashley» (Ashley's Hundred), y pobladores que emigraban hacia el oeste.
Misuri, en un principio parte de la Compra de la Luisiana, fue admitido como un estado en 1821 como parte del Compromiso de Misuri. Se ganó el sobrenombre de la Puerta al Oeste porque servía como un punto de partida para los colonos que se dirigían al oeste. Durante la Guerra Civil, como estado esclavista, quedó dividido: unas partes se adhirieron a la Unión mientras otras se sumaron a los estados de la Confederación.

## Geografía
Al norte del río Misuri se extienden las llanuras del norte que llegan hasta Iowa, Nebraska y Kansas donde quedan suaves lomas creadas por un glaciar que una vez se extendiera desde el norte hasta el río Misuri.
La meseta de Ozark comienza al sur del río y se interna en Arkansas y Oklahoma. La ciudad de Springfield se halla sobre la meseta de Ozark. El sur de Misuri alberga la meseta de Ozark y se extiende hasta Arkansas.
En la parte sureste del estado encontramos el bootheel, parte de la llanura aluvial del Misisipi. Esta región es la zona más baja, llana y húmeda del estado. Es también la más fértil y donde se produce arroz y algodón.

### Clima

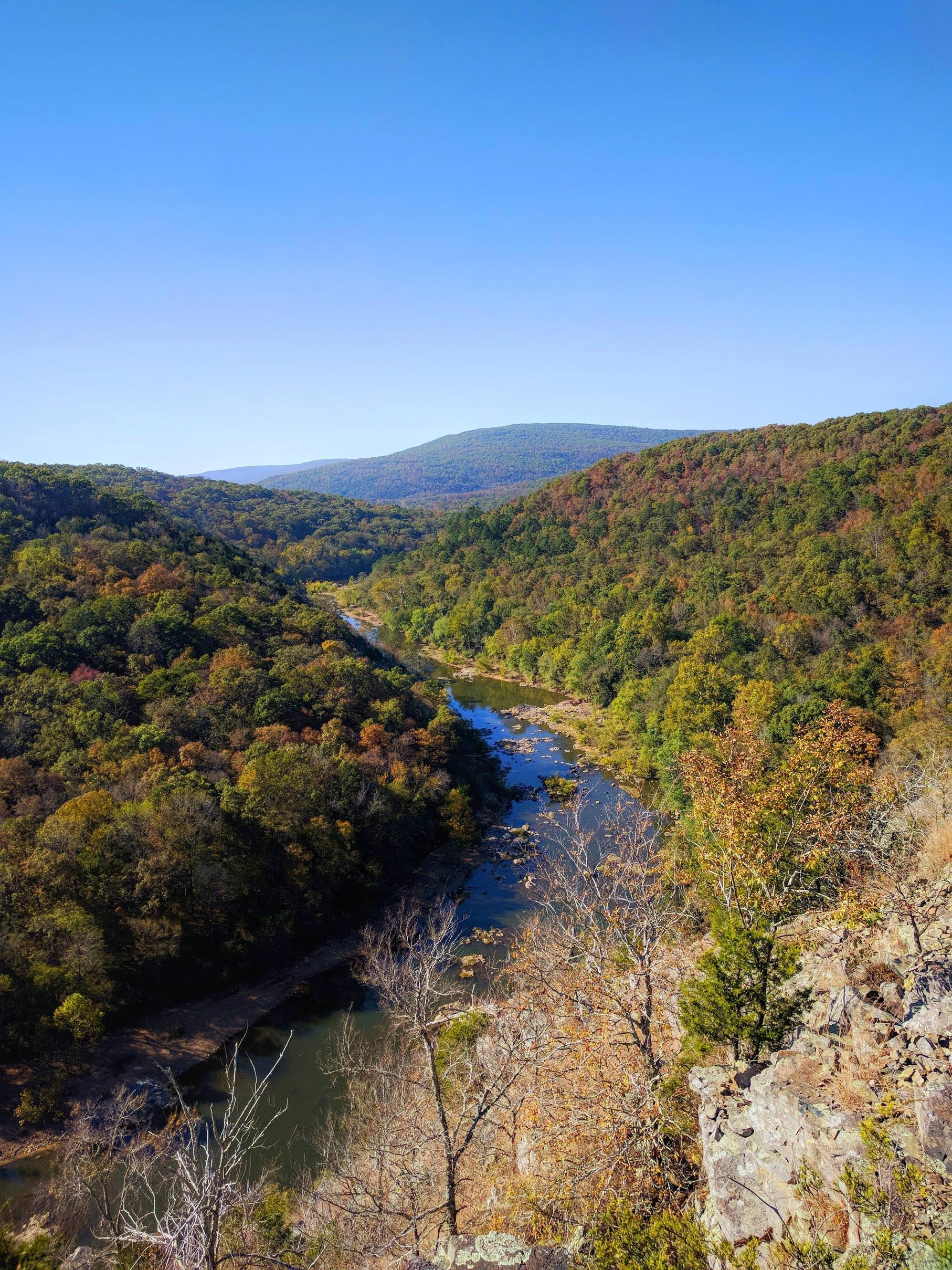
Black mountain, con el río St. Francis en primer plano.

Misuri tiene, en general, un clima subtropical húmedo estacional variado (clasificación climática de Köppen Cfa), con inviernos fríos y veranos largos y calurosos. En la parte sur del estado, especialmente en Bootheel, el clima roza un clima subtropical húmedo más suave (Köppen Cfa), y en el tercio norte, el estado pasa a tener un clima continental húmedo (Köppen Dfa). Debido a su ubicación en el interior de Estados Unidos, Misuri suele experimentar temperaturas extremas. Al no tener grandes montañas ni océanos cercanos que moderen su temperatura, su clima se ve influido alternativamente por el aire frío del Ártico y el aire cálido y húmedo del golfo de México.
Es habitual que se produzcan fluctuaciones de temperatura de 20 grados Fahrenheit de media y de 30 a 40 grados Fahrenheit (17 a 22 grados Celsius) en un periodo de veinticuatro horas. Aunque la temperatura media en junio y julio es de solo 73 y 76 °F (23 y 24 °C) no es raro que la temperatura alcance los 100 °F (38 °C) al menos tres días consecutivos cada semana en estos meses, como ocurrió en 1904 durante la Exposición Universal, cuando la temperatura en St. Louis, Misuri, fue de 103 °F (39 °C).
La primavera es generalmente la estación más lluviosa del año, con una temperatura media entre 1895 y 2003 de unos 12 °C (54 °F) y una precipitación media (en forma de lluvia) para este periodo de aproximadamente 300 mm (12 pulgadas). De abril a junio es generalmente el periodo más lluvioso. La primavera también es la estación con más tornados, con una media de 35 tornados al año.
El verano, de junio a agosto, es la época más calurosa del año, con una temperatura media de 24 °C (75 °F) y una precipitación media de 300 mm (12 pulgadas), siendo junio el mes con más precipitaciones, por delante de julio y agosto. Las temperaturas máximas extremas del año suelen darse en julio o agosto. Los ciclones tropicales y sus restos pueden afectar al estado durante esta época del año, contribuyendo a las precipitaciones en la zona.

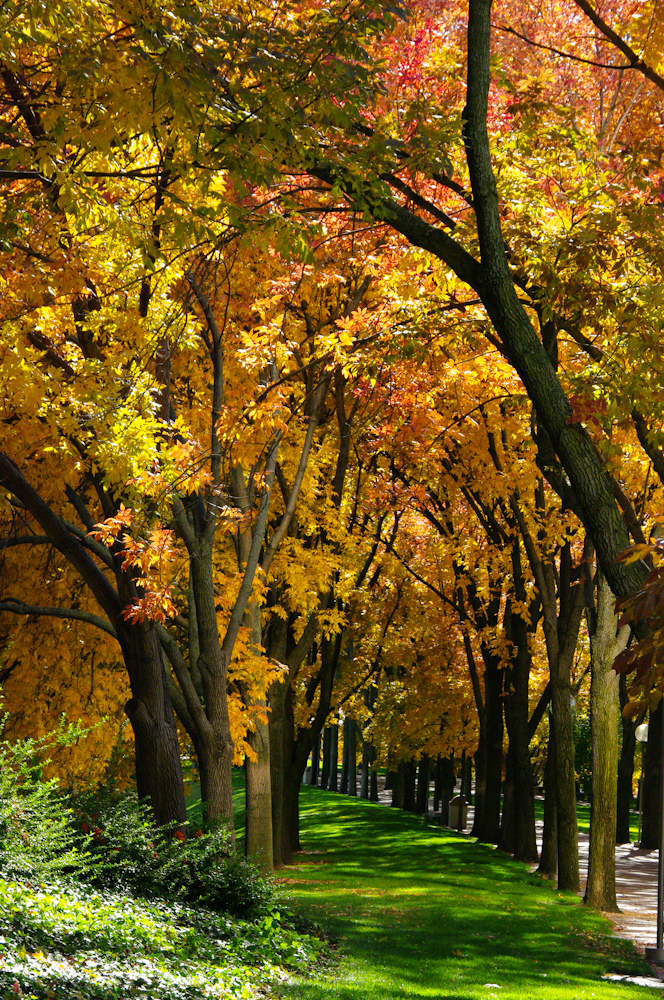
Paisaje de Otoño en Misuri

El otoño, de septiembre a noviembre, tiene cada vez menos precipitaciones hacia el final de la temporada. Las temperaturas medias para esta temporada son de 13,6 °C (56,5 °F) y la precipitación media es de 250 mm (9,8 pulgadas). Los ciclones tropicales y sus restos pueden afectar al estado hasta octubre, contribuyendo a las precipitaciones en la zona.
Los inviernos en Misuri pueden ser largos, con temperaturas que oscilan entre suaves y muy frías. La temperatura media diaria en enero en Kansas City es de -3 °C y en San Luis es de -2 °C. La temperatura más baja jamás registrada en Misuri fue de -40 °C, registrada en Varsovia el 13 de febrero de 1905. El invierno también tiende a ser la estación más seca, pero suele producir cantidades significativas de precipitaciones invernales. La media de nevadas es de 51 cm en la región norte del estado y de 25 cm en el sureste. Durante el invierno, predominan los vientos del noroeste; el movimiento del aire es principalmente del sur y del sureste durante el resto del año.

### Mapas de los principales ríos

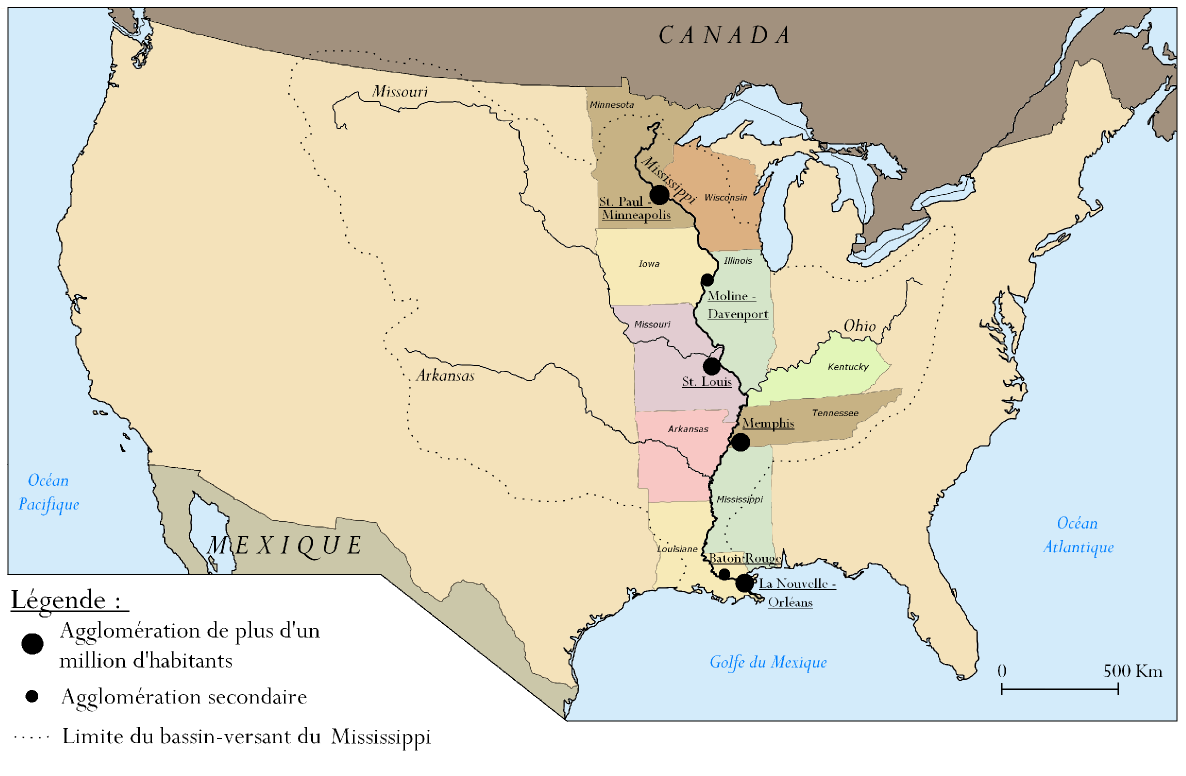
Toda la frontera este de Misuri —con Illinois y Kentucky— la marca el río Misisipi
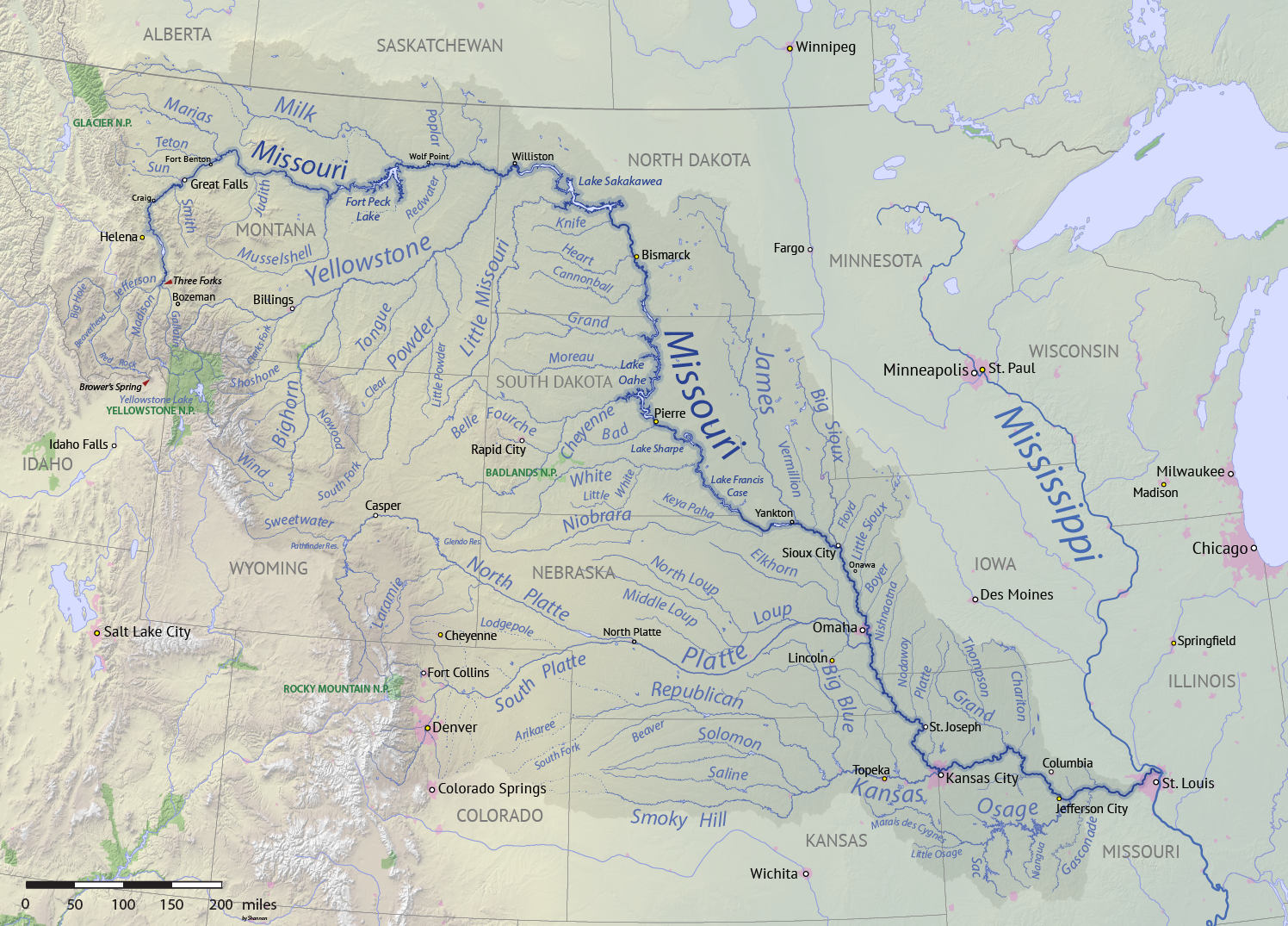
El río Misuri atraviesa el estado en dirección este —como se ve en la parte de abajo de este mapa— antes de desaguar en el Misisipi junto a San Luis
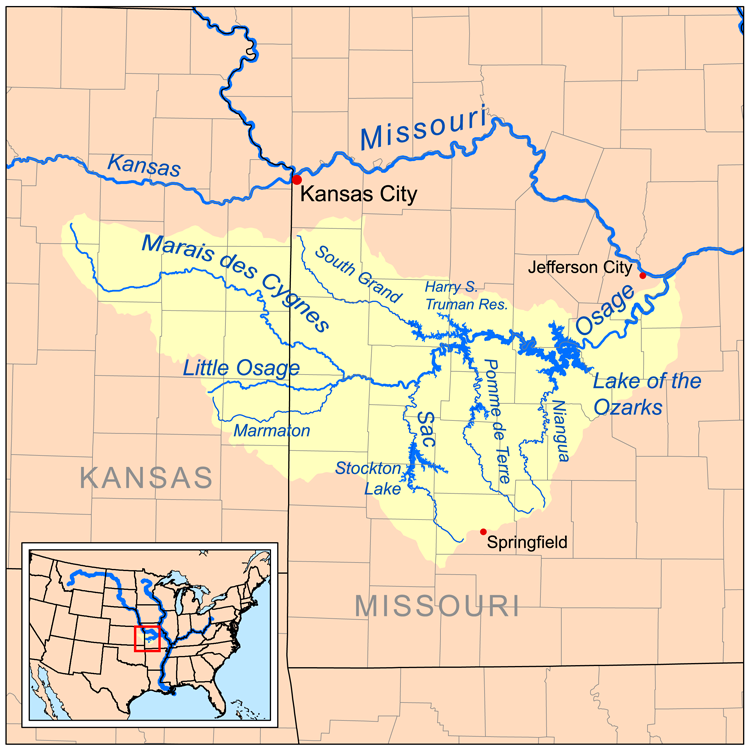
El río Osage también fluye hacia el este por el oeste del estado hasta desaguar en el Misuri cerca de Jefferson City

## Administración y política

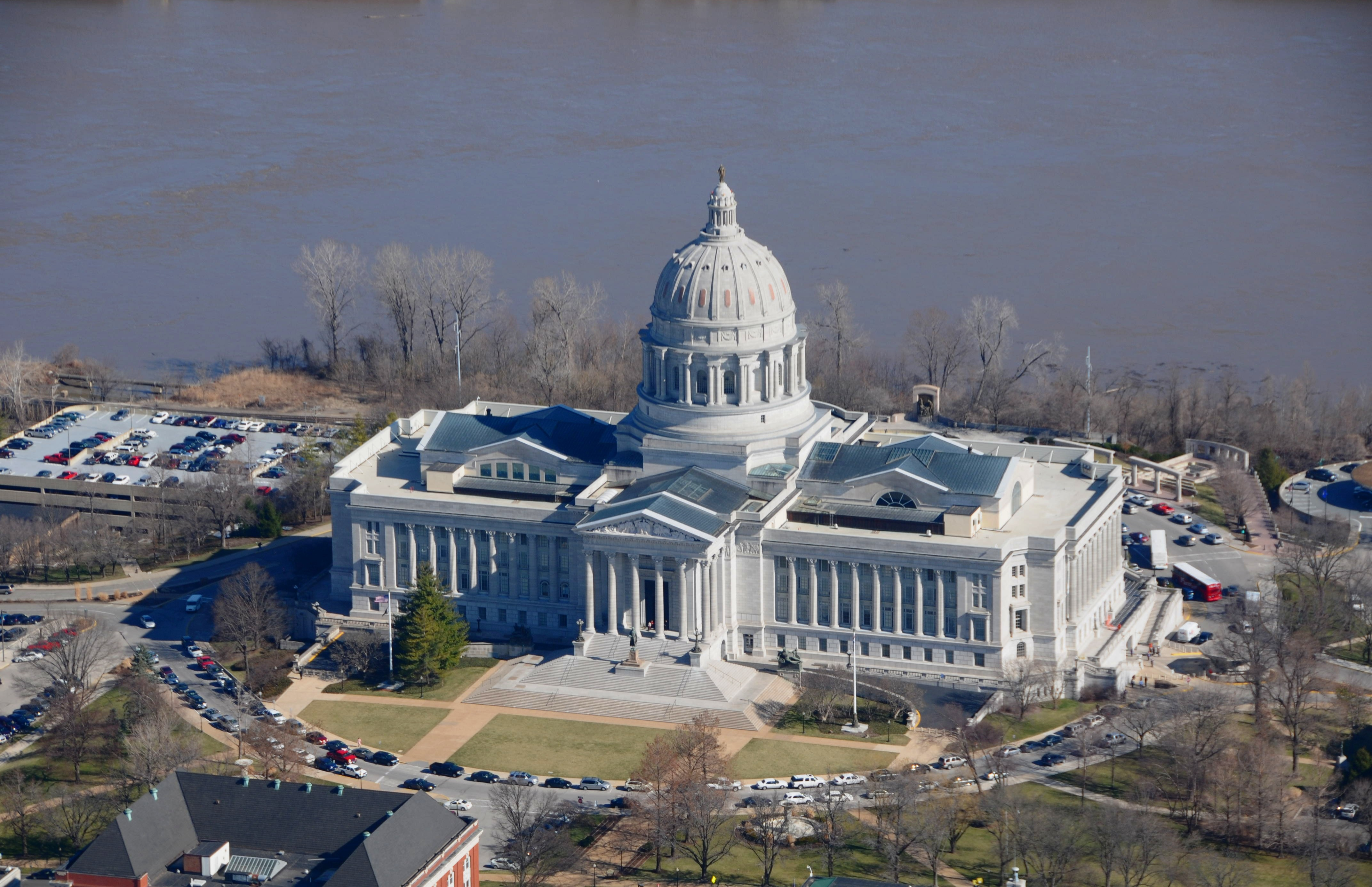
El Capitolio de Misuri, en Jefferson City

El Capitolio de Misuri se encuentra en la capital, Jefferson City. El gobernador actual es Mike Parson. Los dos senadores nacionales son los republicanos Roy Blunt y Josh Hawley. Cuenta con 9 distritos en la Cámara de Representantes estadounidense.
La constitución actual de Misuri, la cuarta constitución del estado, fue adoptada en 1945 y establece 3 poderes gubernamentales: el legislativo, el judicial y el ejecutivo. El poder legislativo consta de dos cuerpos: la Cámara de Representantes y el Senado. Estos cuerpos conforman la Asamblea General del Estado de Misuri.
La Cámara de Representantes tiene 163 miembros que se reparten según el censo de los últimos diez años. El Senado consiste en 34 miembros de distritos divididos de tal modo que la población de cada distrito es aproximadamente igual. El departamento Judicial consiste en una Corte Suprema que consta de 7 jueces. Los tribunales superiores e inferiores se establecen en proporción. El Gobernador se encuentra a la cabeza del poder ejecutivo.

## Demografía
La capital es Jefferson City y la ciudad más grande es Kansas City, pero el área metropolitana más grande es San Luis. La tercera ciudad en tamaño es Springfield.

### Raza y etnia
En el censo de 2020 el 79% de la población era blanca no hispana, 13% negros, 2% asiáticos, otra raza 2% y nativos 3%.

## Referencias literarias

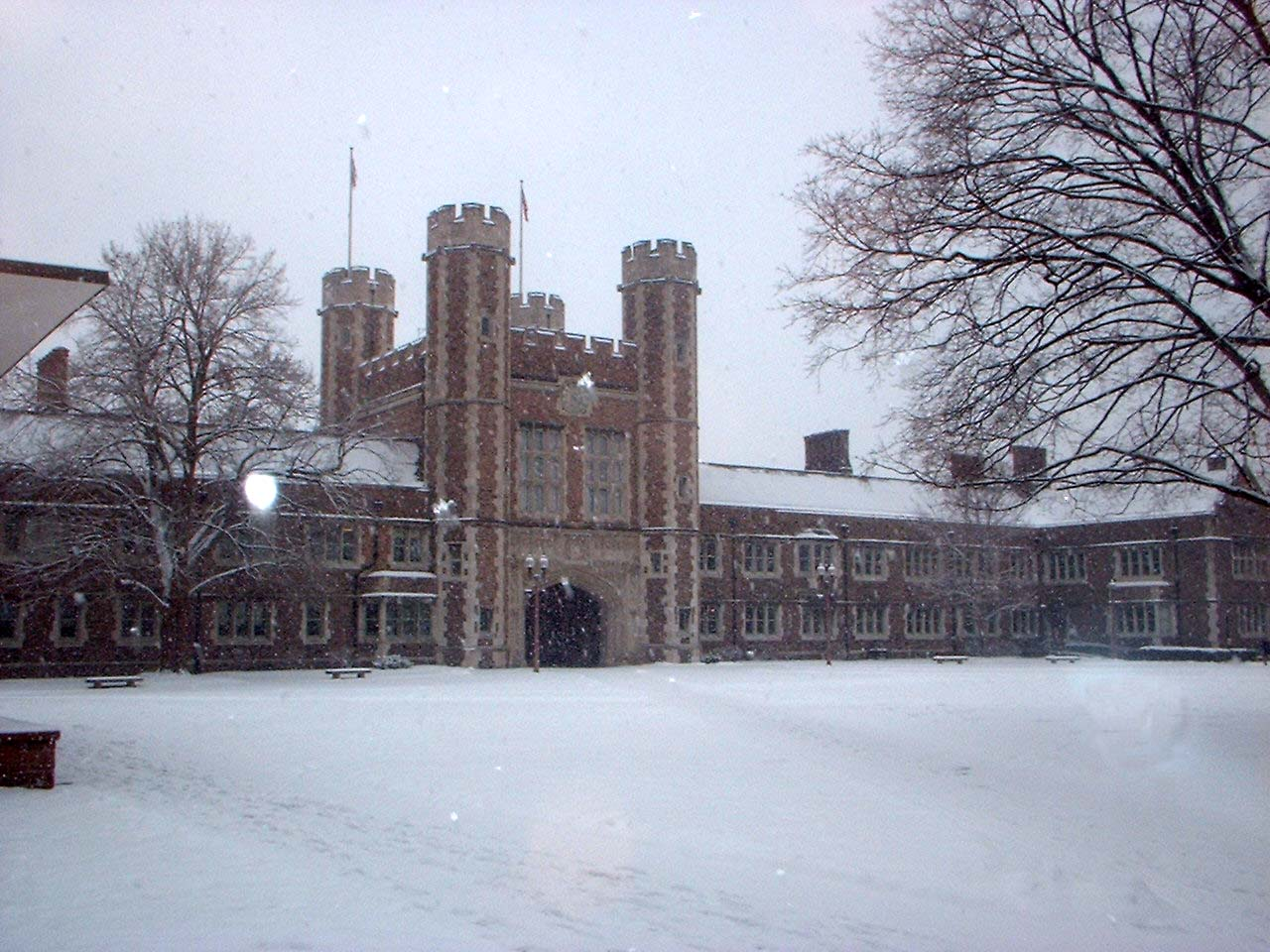
Universidad Washington en San Luis

## Deporte

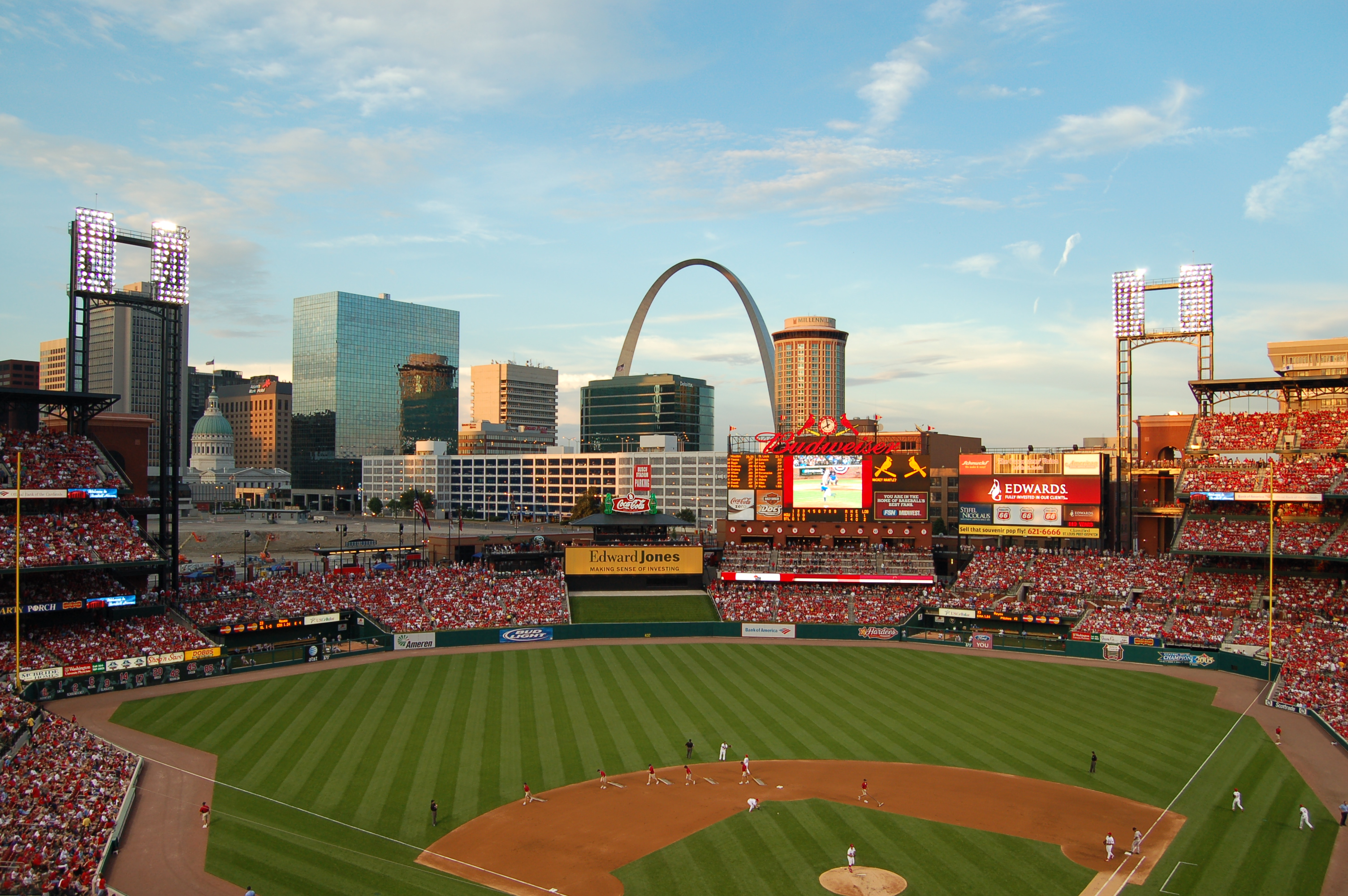
El equipo de béisbol Saint Louis Cardinals jugando en el Busch Stadium.

### Religión
- Protestantismo 61%
- Catolicismo 16%
- Sin religión 20%
- Otras religiones 3%